# Dragan Vrankić
Dragan Vrankić (Trebižat, Čapljina, 23. siječnja 1955. – 6. listopada 2019.) bio je hrvatski bosanskohercegovački političar. 
Obnašao je dužnost ministra financija i trezora Bosne i Hercegovine u mandatu od 2006. do 2010. 
Više puta je bio član Predsjedništva Hrvatske demokratske zajednice Bosne i Hercegovine.
Osnovnu školu i gimnaziju završio je u Čapljini, a diplomirao ekonomiju na Fakultetu za turizam i vanjsku trgovinu u Dubrovniku. 
Svoju karijeru započeo je u Energoinvestu na komercijalnim poslovima te u tijelima uprave. Svoju karijeru nastavlja kao šef Odjela za privredu i zamjenik načelnika za financijske i ekonomske poslove u općini Čapljina. 
Svoju političku karijeru počinje kao zamjenik ministra financija u Vladi Hercegovačko-neretvanske županije u dva mandata. Nakon toga uslijedilo je imenovanje na dužnost zamjenika župana te kasnije i župana Hercegovačko-neretvanske županije.   
U periodu od 2003. do 2006. godine je obnašao dužnost ministra financija i zamjenika predsjednika vlade Federacije Bosne i Hercegovine. 
Na općim izborima 2006. godine je izabran za zastupnika u Zastupnički dom PS BiH, ali je napustio tu dužnost kada je izabran za ministra financija i trezora Bosne i Hercegovine i zamjenika predsjedavajućeg Vijeća ministara Bosne i Hercegovine, Nikole Špirića. 
Kao ministar financija i trezora BiH vršio je i dodatne funkcije: guvernera BiH za Međunarodni monetarni fond (MMF), člana Fiskalnog vijeća BiH, Stalnog odbora za financijsku stabilnost BiH, nacionalnog koordinatora za Instrument predpristupne pomoći (IPA), predsjedavajućeg Upravnog odbora Uprave za indirektno oporezivanje BiH, člana Upravnog odbora Agencije za osiguranje depozita BiH te člana Stalnog zajedničkog odbora visokih predstavnika država nasljednica bivše Jugoslavije.
U razdoblju od 2010. do 2014. bio je zastupnik u Zastupničkom domu Parlamentarne skupštine BiH. 
Zastupnički dom Parlamentarne skupštine BiH ga je, 28.10.2015., a Dom naroda 10.11.2015. imenovao za generalnog revizora Ureda za reviziju institucija Bosne i Hercegovine, što je bila zadnja funkcija koju je obnašao. 